# OFC Futsal Championship 2004
Il quarto Oceanian Futsal Championship, disputato nel 2004 a Canberra in Australia dal 25 luglio al 29 luglio, viene considerato il quarto campionato continentale dell'Oceania per formazioni nazionali di calcio a 5.
Il girone, composto da sei formazioni, aveva il duplice scopo di eleggere la miglior formazione nazionale di calcio a 5 d'Oceania e di stabilire contestualmente la nazionale avente diritto alla qualificazione al sesto FIFA Futsal World Championship in programma a Taiwan. A farla da padrone nella breve manifestazione (5 giorni) fu l'Australia padrone di casa e campione in carica, che con cinque vittorie senza subire reti vinse il girone laureandosi campione continentale per la quarta volta e qualificandosi ai mondiali.

## Risultati e classifica
| Squadra        | Pti | G | V | N | P | GF | GS | DR  |
| -------------- | --- | - | - | - | - | -- | -- | --- |
| Australia      | 15  | 5 | 5 | 0 | 0 | 20 | 0  | +20 |
| Nuova Zelanda  | 12  | 5 | 4 | 0 | 1 | 22 | 14 | +8  |
| Vanuatu        | 9   | 5 | 3 | 0 | 2 | 21 | 11 | +10 |
| Figi           | 6   | 5 | 2 | 0 | 3 | 11 | 11 | 0   |
| Isole Salomone | 3   | 5 | 1 | 0 | 4 | 12 | 31 | –19 |
| Samoa          | 0   | 5 | 0 | 0 | 5 | 9  | 28 | –19 |

| Qualificata per il FIFA Futsal World Championship 2004 |

| Canberra 25 luglio 2004 | Nuova Zelanda | 4 – 2 | Vanuatu |  |

| Canberra 25 luglio 2004 | Samoa | 0 – 4 | Figi |  |

| Canberra 25 luglio 2004 | Australia | 9 – 0 | Isole Salomone |  |

| Canberra 26 luglio 2004 | Isole Salomone | 6 – 3 | Samoa |  |

| Canberra 26 luglio 2004 | Figi | 1 – 5 | Vanuatu |  |

| Canberra 26 luglio 2004 | Nuova Zelanda | 0 – 4 | Australia |  |

| Canberra 27 luglio 2004 | Samoa | 4 – 7 | Vanuatu |  |

| Canberra 27 luglio 2004 | Isole Salomone | 4 – 8 | Nuova Zelanda |  |

| Canberra 27 luglio 2004 | Australia | 1 – 0 | Figi |  |

| Canberra 28 luglio 2004 | Figi | 2 – 4 | Nuova Zelanda |  |

| Canberra 28 luglio 2004 | Vanuatu | 7 – 1 | Isole Salomone |  |

| Canberra 28 luglio 2004 | Australia | 5 – 0 | Samoa |  |

| Canberra 29 luglio 2004 | Figi | 4 – 1 | Isole Salomone |  |

| Canberra 29 luglio 2004 | Samoa | 2 – 6 | Nuova Zelanda |  |

| Canberra 29 luglio 2004 | Vanuatu | 0 – 1 | Australia |  |